# Fallen Angel (1945)
Fallen Angel (¿Ángel o diablo?) es una película de cine negro estadounidense de 1945 dirigida por Otto Preminger, con fotografía de Joseph LaShelle, quien también había trabajado con Preminger en Laura un año antes. La película presenta a Alice Faye, Dana Andrews, Linda Darnell y Charles Bickford. Fallen Angel fue la última película de Faye como gran estrella de Hollywood, y no apareció en otra hasta State Fair (1962).

## Trama
Eric Stanton, un vagabundo bien vestido pero con mala suerte, finge estar durmiendo. pero aun así lo bajan de un autobús en la aldea de Walton porque no tiene dinero para continuar hasta San Francisco. Encuentra un restaurante de bajo presupuesto llamado "Pop's Eats", donde Pop está preocupado por la camarera Stella, que no se ha presentado a trabajar en días. El ex policía de Nueva York Mark Judd le dice que no se preocupe, y la sensual Stella pronto regresa. Stanton se siente atraído por ella, pero ella no está impresionada por su charla.
Stanton consigue un trabajo con el profesor Madley, un adivino y espiritista ambulante. Se dirige a la casa de Clara Mills, hija del difunto alcalde, Abraham Mills.
La gente del pueblo no está dispuesta a comprar entradas para la "reunión de fantasmas" de Madley porque Clara Mills, una influyente solterona local, la desaprueba. Stanton se conecta con Clara a través de su inexperta hermana menor June y las convence para que asistan a la función.
Madley organiza una entretenida sesión espiritista, encauzanda a Abraham Mills, el difunto padre de Clara y June. Utilizando información desenterrada en secreto por su asistente Joe Ellis, Madley saca a relucir los problemas financieros de las hermanas, las cuales, molestas, se retiran.
Stanton ve a Stella robar de una caja registradora y salir con hombres, y se enamora de ella. Ella deja en claro que quiere un hombre que esté dispuesto a casarse con ella y comprarle una casa, a lo que él accede. Para recaudar el dinero, Stanton tiene un romance y se casa con June, planeando divorciarse de ella tan pronto como pueda. Clara, que ha sido víctima de un hombre del tipo de Stanton en su pasado, no puede evitar su matrimonio.
Stanton no puede mantenerse alejado de Stella, ni siquiera en su noche de bodas. En lugar de acostarse con su esposa, va con Stella, quien se ha entregado a él. Él le explica su extraño plan. Ella lo rechaza y él se marcha vigilado por Clara que lo ha seguido. Llega tarde a casa y June lo encuentra durmiendo en el sofá.
Al día siguiente, se descubre que Stella fue asesinada. El jefe de policía local le pide a Judd que investigue. Primero trata de sacarle una confesión a Dave Atkins, el último novio de Stella, pero Atkins tiene una coartada hermética. Stanton también es sospechoso, ya que se le vio discutiendo con Stella poco antes de su muerte. Judd le dice que no se vaya de la ciudad.
Stanton huye con June a una sórdida habitación de hotel en San Francisco y le cuenta todo sobre su vida de vagabundo y sus planes fallidos. June le dice a Stanton que lo ama, a la mañana siguiente, cuando va al banco a retirar su dinero, la detienen para interrogarla.
Stanton regresa a Pop's Eats, donde Judd lo está esperando. Stanton ha encontrado pruebas de la relación de Judd con Stella y de cómo debió abandonar la policía de Nueva York a causa de su violencia. Stella había decidido casarse con Atkins en lugar de esperar a que la esposa de Judd le divorciara.
Judd saca su arma pero Pop se la quita. Stanton evita que le dispare a Judd, aunque un tiro va al techo. Esto atrae a un oficial de policía y arrestan a Judd.June aparece en un auto y le pregunta a Stanton a dónde van y él le dice: "a casa".

## Elenco
- Alice Faye como June Mills Stanton
- Dana Andrews como Eric Stanton
- Linda Darnell como Stella
- Charles Bickford como Mark Judd
- Anne Revere como Clara Mills
- Bruce Cabot como Dave Atkins
- John Carradine como Professor Madley
- Percy Kilbride como Pop
- Olin Howland como Joe Ellis

## Antecedentes
La fuente de la película fue la novela homónima de Marty Holland. Holland también escribió otra historia que fue adaptada para la pantalla de cine negro, The File on Thelma Jordon (1949). Según el British Film Institute, "Casi nada se sabe sobre Marty Holland, excepto que 'él' era una mujer llamada Mary, que escribió dos o tres novelas pulp superventas y luego, en 1949, desapareció, no habiendo ningún otro registro de ella".
Holland se desvaneció en la oscuridad después de su último escrito acreditado, publicado en 1952, hasta el 70 aniversario del sello de drama criminal Série noire . "Contradiciendo la teoría del consenso de que Holland cambió su nombre de Mary a Marty para ocultar su género y parecer 'más masculino', su foto está en la contraportada de las primeras ediciones de Fallen Angel, y todas las reseñas y noticias de la época se refieren a a ella como 'Miss Holland' o 'Miss Marty Holland'. Tal vez Marty, ese nombre neutral en cuanto al género, sonaba más duro que Mary". Holland vivió en Los Ángeles hasta su muerte por cáncer en 1971.
Las tomas de ubicación de la película fueron en Orange, California .

## Recepción

### Críticas
El crítico de cine del New York Times, Bosley Crowther, elogió la actuación en la película, pero la historia lo decepcionó, escribiendo al respecto: "Como aventurero frustrado, Dana Andrews agrega, con los labios apretados, otro excelente retrato de una galería en crecimiento. Linda Darnell es hermosa  interpreta perfectamente la sirena sensual y resuelta, mientras que Miss Faye, cuyas líneas a menudo bordean lo banal, ejecuta con gracia su primera papel dramático. Charles Bickford, como un policía dado de baja en deshonor, Anne Revere, como la hermana solterona de la señorita Faye, y Percy Kilbride, como el propietario enamorado del restaurante en el que trabaja la señorita Darnell, se destacan entre los actores secundarios. Pero a pesar de toda su riqueza actoral, Fallen Angel no llega a ser una novela policíaca de primer nivel".
El crítico Tim Knight señala que si los espectadores pueden olvidarse de la  "... inmersión de cabeza en lo absurdo, sigue siendo muy divertido". Su reseña agrega: "... la película tiene muchas cosas recomendables, desde la cinematografía atmosférica en blanco y negro de Joseph La Shelle hasta la dirección tensa de Preminger y los diálogos jugosos y duros. Los veteranos actores de carácter Charles Bickford, John Carradine y Percy Kilbride (de la fama de Ma y Pa Kettle ) brindan un fuerte apoyo a la candente pareja de Andrews y Darnell, quienes hicieron solo una película más juntos, cuando ambos habían pasado su mejor momento: Zero de 1957, un thriller olvidado de último nivel." 
El crítico Fernando F. Croce escribió sobre la película: " Fallen Angel, la continuación del director de su clásico de 1944, a menudo es menospreciada como una aventura de género menor, pero su análisis sutil de tropos sombríos demuestra tanto una continuación como una profundización de el uso por parte de Preminger de la ambigüedad moral como herramienta de la percepción humana. . . La negativa de Preminger a sacar conclusiones fáciles —su curiosidad pragmática por las personas— se refleja en su notable fluidez visual, la cámara topográfica en constante movimiento, cambiando los puntos de vista de la confontación para darles el mismo peso. Puede que Fallen Angel no satisfaga a los fans del género a los que les gusta el cine negro con menos zonas grises, pero la visión del director de la obsesión no deja de ser fascinante a la hora de cambiar el suspenso por una lucidez de varias capas". 